# Bultaco
Bultaco je bil španski proizvajalec dvotaktnih motornih koles. Podjetje je obratovalo v letih 1958−1983, maja 2014 so oznanili novo podjetje z istim imenom, ki bo proizvajalo električne motocikle, začenši z letom 2015.